# یورا بوریسوف
یوری الکساندرویچ «یورا» بوریسف (روسی: Ю́рий Алекса́ндрович Бори́сов، آوانگاری: Yuriy Aleksandrovich Borisov؛ زادهٔ ۸ دسامبر ۱۹۹۲) بازیگر روسی است. او برنده جایزه عقاب طلایی در سال ۲۰۲۱ بود. جی‌کیو روسیه او را به‌عنوان بازیگر سال ۲۰۲۰ برگزید.
بوریسوف نخستین نقش سینمایی خود را در درام جنایی النا (۲۰۱۱) بازی کرد. او میخائیل کلاشنیکف را در فیلم ای‌کی-۴۷ (۲۰۲۰) به تصویر کشید. او همچنین در فیلم‌هایی مانند کوپه شماره ۶ (۲۰۲۱) و آنورا (۲۰۲۴) بازی کرده است.
وی برای بازی در فیلم آنورا نامزد جوایز گلوب بهترین، بفتا و اسکار بهترین بازیگر نقش مکمل مرد شده است.